# 塞繆爾梅里特大學
37°49′15.53″N 122°15′49.56″W / 37.8209806°N 122.2637667°W
塞繆爾梅里特大學（Samuel Merritt University）是位於美國加利福尼亞州奧克蘭的一所私立大學，成立於1909年。它是一所醫學院，校區實際就在奧克蘭的善美保健中心里。它是東灣地區最大的助理醫師和護士教育機構。2015年《美國新聞與世界報道》 未將其列入排名中。

## 外部連結
- Official website （页面存档备份，存于）